# RMS Lusitania
RMS Lusitania var ett brittiskt passagerarfartyg i rederiet Cunard Line byggt 1905-1906. När hon sjösattes var det världens största fartyg. 1907 erövrade Lusitania Atlantens blå band, genomsnittsfart 23,99 knop. 
På sin sista färd lämnade Lusitania New York den 1 maj 1915. Fartyget blev den 7 maj torpederat av en tysk ubåt (U-20) vid Old Head of Kinsale utanför Kinsale på Irland. 1198 av de 1959 personerna ombord dog vid förlisningen. Fartyget fraktade dock inte bara passagerare utan även ammunition, vilket är den mest diskuterade förklaringen till att U-20:s två avfyrade torpeder fick en så kraftig effekt på detta enorma fartyg. Dykningar på fartyget har i efterhand visat att lastutrymmen med ammunition och vapen är intakta. Ammunition ligger i prydliga högar efter att trälådorna har ruttnat bort. En mer sannolik förklaring är att heta ångpannor exploderade av det inforsande kalla havsvattnet.
Enligt vittnesmål bland annat från fartygets befälhavare kapten Turner och överlevande passagerare träffades Lusitania av en enda torped. Endast sekunder därefter inträffade en mycket kraftigare explosion. Fartyget fick slagsida och gick under endast 18 minuter efter torpederingen. Även U-20:s befälhavare kaptenlöjtnant Walter Schwieger lär ha uppgivit och infört i loggboken att endast en torped avfyrades.

## Förspel
Efter första världskrigets utbrott den 28 juli 1914, anslöt sig Storbritannien bara dagar efteråt på den fransk-ryska sidan, Ententen (till vilken bland annat Italien senare slöt sig). När kriget på västfronten blev till ett stillastående skyttegravskrig beslöt man sig för att blockera all mattransport till Centralmakterna (Tyskland, Österrike-Ungern och senare även Turkiet) i syfte att bokstavligen svälta ut fienden. Kejsardömet Tysklands svar blev ett nytt vapen, ubåtar, vilka fick i uppgift att sänka alla fartyg som seglade under Storbritanniens eller dess allierades flagg inom en viss zon, i princip östra Nordatlanten.
Detta kom att kallas "det oinskränkta u-båtskriget".
Storbritanniens dåvarande marinminister Winston Churchill (som något senare fick sparken efter fiaskot vid Gallipoli vid Dardanellerna) hade låtit det brittiska amiralitetet förstå att en eventuell sänkning av ett passagerarfartyg med amerikaner ombord skulle kunna vara gynnsamt för den egna nationen, eftersom han då räknade med att USA skulle gå med i kriget på ententens sida. Därför gavs bara vaga varningar om var tyska ubåtar befann sig. 
Emellertid hade tyska ambassaden i Washington låtit införa en varning i alla dagstidningar som annonserade tidtabeller, där det klart och tydligt stod att även passagerarfartyg på väg till Storbritannien eller dess allierade, riskerade att bli torpederade. Före Lusitanias torpedering tog dock många denna varning som ett tomt hot.

## Politiska konsekvenser
Eftersom Lusitanias befälhavare kapten Turner överlevde katastrofen, försökte amiralitetet få honom dömd för en lång rad brott. Domaren vid sjöförklaringen frikände dock kapten Turner på samtliga punkter. Dock gick han med på amiralitetets önskemål att officiellt ange antalet torpedträffar till minst två, kanske tre. På så vis avslöjades inte den omfattande vapen- och ammunitionslasten, vilken i så fall officiellt gjort Lusitania till ett legitimt mål.
Då 124 av de drunknade var amerikaner, ledde fartygskatastrofen till att kravet på att USA skulle träda in i första världskriget för första gången fördes fram offentligt. Den amerikanska utrikesministern William Jennings Bryan, fruktade att USA skulle förklara krig, och sa upp sig i protest; men president Woodrow Wilson ville fortfarande inte ge sig in i kriget. Istället skickade han en formell protest till Tyskland. Wilson kritiserades i Storbritannien för att vara feg och en granat som inte exploderade började att kallas en "Wilson".
I september 1915 beslutade Tyskland att upphöra med ubåtskriget. Det återupptogs emellertid i februari 1917. Priset blev då att USA förklarade krig mot Tyskland den 6 april 1917.
Den sista överlevande från Lusitanias förlisning, amerikanskan Audrey Lawson-Johnston, född Pearl, avled den 11 januari 2011, 95 år gammal.